# Englische Cricket-Nationalmannschaft in Neuseeland in der Saison 1962/63
Die Tour der englischen Cricket-Nationalmannschaft nach Neuseeland in der Saison 1962/63 fand vom 10. Januar bis zum 19. März 1963 statt. Die internationale Cricket-Tour war Bestandteil der Internationalen Cricket-Saison 1962/63 und umfasste drei Tests. England gewann die Serie 3–0.

## Vorgeschichte
England spielte zuvor eine Tour in Australien, für Neuseeland war es die erste Tour der Saison.
Das letzte Aufeinandertreffen der beiden Mannschaften bei einer Tour fand in der Saison 1958/59 in Neuseeland statt.

## Stadien
Die folgenden Stadien wurden für die Tour als Austragungsort vorgesehen.
| Stadion        | Stadt        | Kapazität | Spiele  |
| -------------- | ------------ | --------- | ------- |
| Eden Park      | Auckland     | 50.000    | 1. Test |
| Lancaster Park | Christchurch | 38.628    | 3. Test |
| Basin Reserve  | Wellington   | 11.000    | 2. Test |

## Kaderlisten
Die Mannschaften benannten die folgenden Kader.
| Test | Test |
| Neuseeland | England |
| --- | --- |
| - John Reid (K) - Jack Alabaster - Paul Barton - Bob Blair - Frank Cameron - Artie Dick (wk) - Graham Dowling - Bruce Morrison - Dick Motz - Bill Playle - Mike Shrimpton - Barry Sinclair - John Sparling - Bryan Yuile | - Ted Dexter (K) - Ken Barrington - Len Coldwell - Colin Cowdrey - Ray Illingworth - Barry Knight - David Larter - John Murray (wk) - Peter Parfitt - David Sheppard - Alan Smith (wk) - Fred Titmus - Fred Trueman |

## Tests

### Erster Test in Auckland
| 23. – 27. Februar Scorecard | Auckland | England 562-7d (186)                           | – | Neuseeland 258 (110.4) & 89 (53.1) (f/o) |
|                             |          | England gewinnt mit einem Innings und 215 Runs |   |                                          |

England gewann den Münzwurf und entschied sich als Schlagmannschaft beginnen.

### Zweiter Test in Wellington
| 1. – 4. März Scorecard | Wellington | Neuseeland 194 (76.3) & 187 (98)              | – | England 428 (149) |
|                        |            | England gewinnt mit einem Innings und 47 Runs |   |                   |

England gewann den Münzwurf und entschied sich als Feldmannschaft beginnen.

### Dritter Test in Christchurch
| 15. – 19. März Scorecard | Christchurch | Neuseeland 266 (118.2) & 159 (83.4) | – | England 253 (95.5) & 173-3 (59.3) |
|                          |              | England gewinnt mit 7 Wickets       |   |                                   |

Neuseeland gewann den Münzwurf und entschied sich als Schlagmannschaft beginnen.